# Буассонад, Проспер Бенжамен
Проспер Бенжамен Буассонад (фр. Prosper Benjamin Boissonnade; 23 января 1862, Рекиста — 9 марта 1935, Пуатье) — французский историк. Профессор университета в Пуатье (1897—1933). Доктор наук.
Член-корреспондент Академии моральных и политических наук
(1907—1935), член Комитета исторических и научных работ (1902—1935) Центральной комиссии экономической истории революции и Общества антикваров Запада с 1895 г.
В работах его по экономической и социальной истории Франции в средние века и новое время содержится большой фактический материал.

## Избранные сочинения
- Histoire de la réunion de la Navarre à la Castille. Essai sur les relations des Princes de Foix-Albret avec la France el l´Espagne (1479—1521), Paris, 1893
- Les premiers croisades françaises en Espagne. Normands, Gascons, Aquitains et Bourguignons (1018—1032), («Bulletin Hispanique», 36, 1934, 5-28.
- Du nouveau sur la Chanson de Roland (Paris, 1923)